# 프르바 NL
프르바 노고메트나 리가(크로아티아어: Prva nogometna liga 1부 축구 리그, 약칭 ‘프르바 NL’, ‘1. NL’)은 크로아티아의 2부 축구 리그이다. 프르바 NL은 1991년 유고슬라비아의 해체로 인해 유고슬라비아 2부 리그가 폐지되면서 창설되었다.